# Památník přátelství (Břeclav)
Památník přátelství stojí v Poštorné, místní části Břeclavi, v oploceném areálu ZŠ Na Valtické. Byl vytvořen na památku partnerství města Břeclav a obce Zwetendorf v Rakousku. V roce 2013 skončil v anketě iDnes.cz o nejkurióznější sochu Jihomoravského kraje na 2. místě za brněnským orlojem.

## Historie
Autorem památníku je Alfred Stohl z Zwetendorfu. Ke slavnostnímu odhalení za přítomnosti autora i zástupců obou obcí došlo 27. listopadu 2009 a vznikl ku příležitosti 20 let partnerství Břeclavi a Zwetendorfu. Původně stával na prostranství před kostelem Navštívení Panny Marie, po útocích vandalů však byl přesunut na současné místo.

## Popis
Památník má tvar cihly, čímž podle autora má symbolizovat výstavbu, stvoření nových věcí. Barevnou kombinací žluté, červené a oranžové zapadá do historického centra Poštorné. Barvy mají symbolizovat život, sílu a stálost. Střed památníku vyplňuje prostor s předměty symbolizující přátelství obou obcí.